# 2,4-二氯吡啶
2,4-二氯吡啶是一种有机化合物，化学式为C5H3Cl2N。它可由2-氯-4-氨基吡啶和亚硝酸钠、盐酸混合后，再与氯化亚铜反应制得。
它和苯硼酸在碳酸铯和催化剂的存在下反应，可以得到2-苯基-4-氯吡啶。